# Улица Аносова (Москва)
У́лица Ано́сова (с 1930-х по 1965 г. — у́лица Черныше́вского) — улица с двухсторонним автомобильным движением (по одной полосе (на участке от Перо́вской ул. до Плю́щева ул.) и по две полосы (на участке от Плющева ул. до Куско́вской ул.) в каждую сторону); расположена в западной части района Перово Восточного административного округа города федерального значения Москва, Российская Федерация. Проходит от Перовской ул. до улицы Плющева. С востока примыкает Мастеровая улица. Нумерация домов начинается от пересечения с Перовской ул. (соответственно, по направлению с севера на юг). Во время строительства эстакад основного хода Северо-Восточной хорды автомобильное движение осуществляется на участке от Мастеровой ул. до Перовской ул., выезд на Кусковскую ул. закрыт.

## Географическое положение
Проезд изогнутой формы с закруглённым поворотом на пересечении с Мастеровой ул.; проходит по западной границе 1-го и 2-го микрорайонов Перова; соединяет между собой Перовскую ул., Кусковскую ул., Мастеровую ул. и Плющева ул. — основные проезды в западной части района Перово. Западнее ул. Аносова расположена железнодорожная станция МЖД «Перово» (парк Перово-IV — бывшая станция Москва-Сортировочная-Рязанская) и Московский локомотиворемонтный завод. Вдоль западной обочины расположены гаражные комплексы. Под основным ходом ул. Аносова на участке от дома № 13 (на юге) до пересечения с ул. Мастеровой проходит речной коллектор левого притока Нищенки. Коллектор начинается под ул. Плющева, заканчивается у полотна МКЖД при впадении в Нищенку. По данным генерального плана города Москвы 2015 г., улица Аносова проходит через две функциональные зоны — производственную (коммунальная; северная часть улицы) и жилую (от Мастеровой ул. до Кусковской ул.). Улица (как и западная и центральная части территории района Перово) расположена в зоне потенциальной карстовой опасности (опасной категории).

### Описание
Красная линия улицы — от края ленты тротуара до 75 метров от обочины проезжей части улицы. Геоморфология улицы разнообразна. Начало ул. Аносова (у пересечения с Перовской ул.) расположено в низине (151 м над уровнем моря); южнее улица поднимается на возвышенность, пик которой приходится на дворовую территорию около пересечения с Мастеровой ул. (154 м над уровнем моря), около дома № 7 улица снова спускается на отметку 151 м над уровнем моря (пересечение с бывшей ул. Всеобуча, на которой располагался пруд и водокачка). От дома № 7 и до Кусковской ул. проезд поднимается на возвышенность, пик которой расположен у здания МГМСУ (Кусковская ул., 1а).
Южная часть ул. Аносова проходит в границах проектируемого участка Северо-Восточной хорды. В проект хорды входит реконструкция улицы Аносова, строительство съездов к Мастеровой улице. По состоянию на 2015 г. покрытие дорожного полотна — асфальт, улица имеет освещение (фонари на железобетонных мачтах). Горизонтальная дорожная разметка, нанесённая по длине ул. Аносова: от пересечения с Кусковской ул. до въезда на пересечение с ул. Плющева (со стороны Кусковской ул. соответственно) — № 1.3 (по центру дорожного полотна), № 1.6 (между двумя полосами движения одного направления (на участке поворота в южной части ул. Аносова)), № 1.5 (между двумя полосами движения одного направления); на пересечении ул. Аносова с ул. Плющева — № 1.7 (между полосам движения противоположных направлений), № 1.16 («островки безопасности» на пересечении улиц); от пересечения с ул. Плющева до дома № 18а — № 1.1, сменяющаяся при движении (по направлении с юга на север) № 1.6, далее № 1.2.2 (в некоторых местах (пересечение улицы с второстепенными проездами к гаражным комплексам) разметка № 1.7); от пересечения с внутридворовым проездом (от ул. Аносова до дома № 13) до поворота улицы (около дома № 1/17) — № 1.2.2; от поворота улицы до въезда на пересечение с Мастеровой ул. — разметка изменяется от № 1.6 до № 1.1; на пересечение с Мастеровой ул. — № 1.7; от пересечения с Мастеровой ул. до поворота улицы (около дома № 2 строение 5 по Перовской ул.) — разметка № 1.1, далее № 1.6, далее № 1.2.2, перед поворотом № 1.6, далее № 1.1; на пересечении с Перовской ул. — № 1.7. Далее Перовская улица имеет по две полосы движения в каждую сторону. От места пересечения с ул. Аносова Перовская ул. имеет разметку № 1.3 (по центру дорожного полотна), № 1.1 и далее № 1.6 (между полосами движения направления от ул. Плеханова к ул. Аносова), № 1.2.2 (между полосами движения направления от ул. Аносова к ул. Плеханова). Вертикальная разметка на ул. Аносова: бо́льшая часть мачт уличного освещения имеют разметку № 2.1.3. Стационарные знаки дорожного движения, установленные по длине ул. Аносова: № 1.34.2 (на пересечении с Перовской ул.), № 1.11.1 (перед пересечением с Перовской ул. при движении от Кусковской ул. к Перовской ул. соответственно), № 2.1 (на пересечении с Мастеровой ул., на пересечении с ул. Плющева), № 3.29 (у дома № 22 по ул. Плющева), № 1.11.2 (перед пересечением с Кусковской ул. при движении от Перовской ул. к Кусковской ул. соответственно), № 3.24 (ограничение максимальной скорости 40 км/ч и 20 км/ч перед пересечением с Кусковской ул. при движении от Перовской ул. к Кусковской ул. соответственно) и № 3.25 (соответственно при движении в обратном направлении). Ограничение скорости на участке от дома № 1г до пересечения с Кусковской ул. (40 км/ч, далее 20 км/ч). Ограничения максимальной скорости, допустимой для автотранспорта, связаны с особым режимом движения при пересечении автотранспорта искусственных неровностей. Об искусственной неровности (народ. «лежачий полицейский») водителей транспортных средств предупреждают знаки № 1.16 и №5.20 (при движении от Перовской ул. к Кусковской ул. соответственно). Края искусственной неровности обрамлены разметкой № 1.25 в соответствие с установленными правилами. На всём протяжении ул. Аносова не имеет светофорного регулирования движения, а также не- и регулируемых наземных, под- и надземных пешеходных переходов.
В 2016—2017 гг. над основной частью ул. Аносова возводятся эстакады Северо-Восточной хорды (на участке от развязки хорды с проспектом Будённого до Кусковской улицы).

## Этимология
Улица Аносова получила современное название 3 мая 1965 г. в честь П. П. Аносова (1797—1851) — русского инженера, одного из основоположников металлографии. Выбор названия не был случайным, поскольку город Перово в значительной степени строился как город металлургов, в котором проживали семьи тысяч рабочих завода «Серп и Молот» и других предприятий, а Аносов внёс значительный вклад в развитие науки о металле (выполнил первые в России металлографические исследования железа и его сплавов, выявил взаимосвязи между строением и свойствами стали, раскрыл секрет получения булатной стали, приступил к систематическим исследованиям в области легирования стали) и в становление металлургической промышленности на Урале.
Прежнее название — улица Чернышевского (в г. Перово) — было дано в честь писателя и литературного критика Н. Г. Чернышевского. Переименование было вызвано тем, что в Москве (куда в 1960 году был включён город Перово) уже имелась одна улица Чернышевского — так до 1992 года называлась улица Покровка.

## История
Улица Чернышевского появилась в 1930-х гг. на полосе земли вдоль западной границы подмосковного города Перово: от небольшой рощи западнее посёлка Первомайский (на севере) до железнодорожной станции «Перово», Пролетарской (современная Кусковская улица) и Плеханова (ныне — улица Плющева) улиц (на юге). Ранее, в 1850-х гг., через современный перекрёсток Мастеровой ул. и ул. Аносова проходила просёлочная дорога, шедшая через пустынную холмистую местность из села Перово к ситцевой фабрике на запруде болотистой р. Ни́щенки (в районе современной ул. Пруд-Ключики). Дорога сохраняется вплоть до конца XIX в. Во время застройки дорога была видоизменена — появился изгиб к северу. В течение XX в. дорога приобрела очертания современной Мастеровой ул., потеряв связь с Пруд-Ключиками и Нищенкой (на западе), с центральной частью бывшего г. Перово (на востоке). В начале XX в. на месте современной ул. Аносова располагался телеграфный пост № 5 (на соединительной ветви № 10 от Московской Окружной железной дороги к станции «Перово»). Пост располагался южнее дороги из Перова на Пруд-Ключики, севернее железнодорожной станции «Перово». К 1910 г. у современного пересечения ул. Аносова с Мастеровой ул. располагался переезд дороги от дачи Баулина к станции Перово. Южная часть дороги проходила параллельно железнодорожным путям соединительной ветви (через современные дворы домов № 7, № 9, № 11, № 13). Также на карте отмечен безымянный левый приток реки Нищенки, протекавший из села Перово через будущую ул. Чернышевского (ул. Аносова). В 1935 г. через современный перекрёсток Перовской и Аносова улиц проходила границы Москвы. На плане Москвы 1939 г. граница отнесена ближе к МКЖД. И лишь к 1950-м годам граница возвращается на перекрёсток двух улиц.
В 2016—2017 гг. основная часть (от Мастеровой ул. до Кусковской ул.) была разобрана, организована строительная площадка Северо-восточной хорды, эстакады которой возводятся над проезжей частью ул. Аносова.

## Застройка
В районе ул. Аносова (ранее — ул. Чернышевского) не было плотной застройки индивидуальными малоэтажными домами. В большей части в 1930-х гг. — 1950-х гг. на территориях, прилежащих к улице, располагались производственные, технические строения, овощебазы. Советская застройка утрачена в 1960-х гг. во время застройки улицы жилыми типовыми многоэтажными домами. В 1960 г. был возведён дом, зарегистрированный в настоящее время по адресу ул. Аносова, д.7 (2019 м²), в 1962 г. — д.5 (4148 м²), в 1966 г. — д.11 (2586 м²), д.13 (2578 м²), в 1967 г. — д.9 (2579 м²), в 1969 г.— д.3, корп.1 (3634 м²), д.3, корп.2 (4453 м²).
В настоящее время по ул. Аносова зарегистрировано 20 строений, из которых 7 — многоквартирные жилые дома. Все жилые дома обслуживаются ДЕЗ «Перово».
К примечательным зданиям и сооружениям (выделяющимся из общего ряда жилых строений) можно отнести здание клуба МЛРЗ (ул. Плющева, 18а), здание бывших кухни-столовой и чулочной фабрики (ул. Плющева, 22), на котором расположен памятный знак на месте расстрела перовских железнодорожников в 1905 г. (это историческое здание было уничтожено в 2016 г. при подготовке к строительству хорды, мемориальная доска перовским железнодорожникам висит теперь на соседнем здании поликлиники). Вдоль восточного тротуара расположены автомобильные стоянки (без навеса), вдоль западного тротуара — гаражные комплексы (№ 426 МГСА ВАО, № 102 МГСА ВАО). Между пересечениями с Мастеровой ул. и Перовской ул. восточнее улицы расположены ГБУ «Автомобильные дороги» (ул. Аносова, 1/1) и Дорожно-эксплуатационная компания «ДЭК-3» ГУП «Автодормехбаза» по обслуживанию Третьего транспортного кольца (Перовская ул., 2). По адресу ул. Аносова, д.3, корп.2 расположена библиотека № 127. Объявленный книжный фонд — 50 тыс. книг.
В зелёном массиве около сгоревшего здания клуба МЛРЗ расположен памятник членам ВКП(б) (ул. Плющева, д. 18). Монумент установлен 7 октября 1927 г. Памятник посвящён П. К. Плющеву (1890—1920), В. И. Гинц (1886—1921), А. И. Молчалкину (1889—1918).

## Транспорт
По улице Аносова наземный общественный транспорт не проходит. Ближайшая остановка «Поликлиника № 73» автобусов 36, 83, 842 расположена на улице Плющева.
Ближайшие станции метро — «Перово» и «Шоссе Энтузиастов». До станций метро можно добраться на наземном общественном транспорте: до «Новогиреево» — 13 остановочных пунктов на автобусе 36, до «Перово» — 7 остановочных пунктов на автобусе 842, до «Шоссе Энтузиастов» — 5 остановочных пунктов на автобусах 36, 83. Также в районе улицы Аносова расположен железнодорожный остановочный пункт — станция Перово Казанского направления Московско-Рязанского отделения Московской железной дороги. С 10 сентября 2016 года открыта станция «Шоссе Энтузиастов» Московского центрального кольца, которая расположена рядом с одноимённой станцией метро. Ближайшая к улице Аносова станция МЦК «Андроновка» транспортного сообщения не имеет.
Улица Аносова входит в состав грузового каркаса Восточного административного округа Москвы.

## Экологическая обстановка
Шумовое загрязнение (по данным ГПБУ «Мосэкомониторинг» на 2014 г.) для ул. Аносова — без превышений норм. Измерения проводились в северной и южной части ул. Аносова. По генеральному плану Москвы 2015 г., предполагается установка шумозащитных экранов на участке от Мастеровой до Кусковской ул. (в жилой зоне), а также замена окон на шумозащитные. С ул. Аносова на «горячую линию» «Мосэкомониторинга» в 2013 г. поступило 2 жалобы на загрязнения воздуха. Территория вокруг ул. Аносова находится под влиянием Курьяновских очистных сооружений, что приводит к загрязнению воздуха. Однако замеры 2013 г. на территории промышленной зоны № 54 «Прожектор», расположенной севернее ул. Аносова, превышений норм не выявили. По данным 2012 г., ул. Аносова проходит через нормативную санитарно-защитную зону промышленных зон «Карачарово» и «Прожектор».